# 新大津站

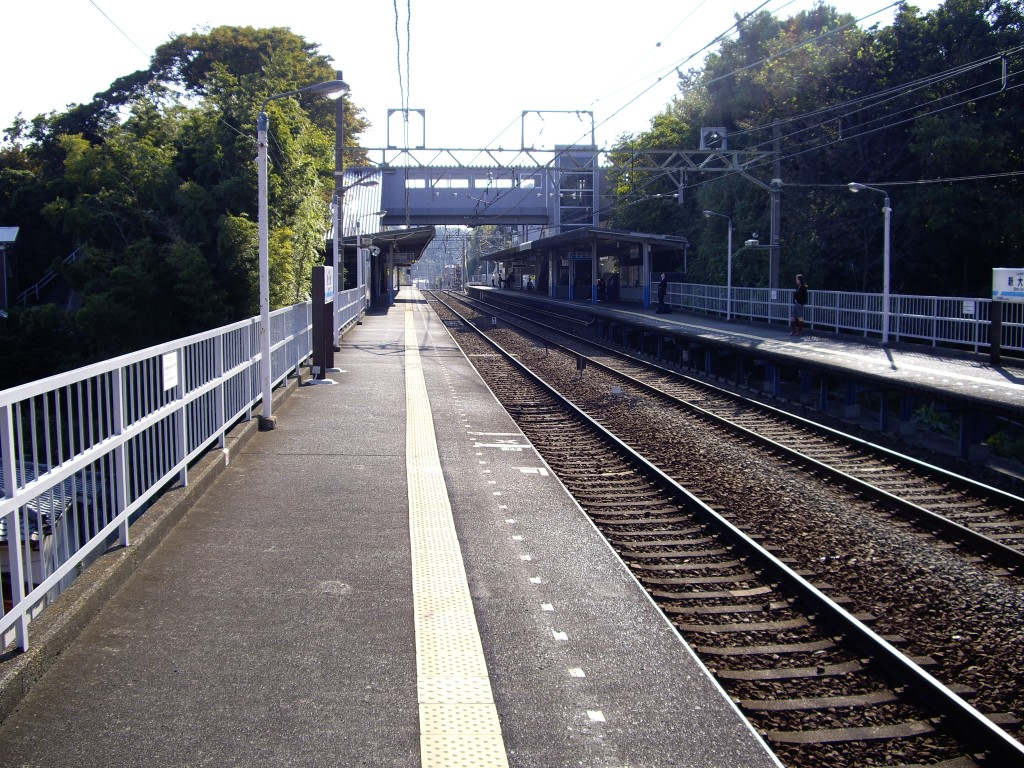
月台（2007年11月）

新大津站（日语：／ Shin-ōtsu eki */?）位於日本神奈川縣橫須賀市大津町四丁目，是屬於京濱急行電鐵久里濱線的鐵路車站。車站編號是KK65。

## 年表
本站是地方民眾與神奈川縣學務課請求在「橫須賀高等女學校（現神奈川縣立橫須賀大津高等學校）前設站」而設。
- 1942年（昭和17年）12月1日 - 車站啟用，當時稱為鳴神站。另外，鳴神是當時日本軍占領的基斯卡島（阿留申群島）日本名。
- 1948年（昭和23年）
  - 2月1日 - 車站改稱新大津站。
  - 6月1日 - 京濱急行電鐵成立，本站為其車站。
- 1954年（昭和29年）6月15日 - 本站前後複線化。
- 1999年（平成11年）7月31日 - 成為快特停車站。
- 2007年（平成19年）4月 - 站房改建，設置天橋與電梯。

## 車站結構
本站為側式月台2面2線地面車站。剪票口在2號線月台側。月台天橋設有電梯。
本站的簡易自動廣播分別由1號線的關根正明、2號線的大原沙耶香配音。

### 月台配置
| 月台 | 路線     | 方向 | 目的地                           |
| ---- | -------- | ---- | -------------------------------- |
| 1    | 久里濱線 | 下行 | 京急久里濱、三浦海岸、三崎口方向 |
| 2    | 久里濱線 | 上行 | 橫須賀中央、橫濱、品川、新橋方向 |

## 使用情況
2016年度1日平均上下車人次為6,797人，京急線全部72個車站當中排行第66位。2010年度為止是快特停車站當中最少人使用的車站。
近年1日平均上下車人次與上車人次的推移如下表。
| 年度               | 1日平均 上下車人次 | 1日平均 上車人次 | 來源     |
| ------------------ | ------------------ | ---------------- | -------- |
| 1995年（平成07年） |                    | 2,803            | [ * 1 ]  |
| 1998年（平成10年） |                    | 2,817            | [ * 2 ]  |
| 1999年（平成11年） |                    | 2,864            | [ * 3 ]  |
| 2000年（平成12年） |                    | 2,923            | [ * 3 ]  |
| 2001年（平成13年） |                    | 2,917            | [ * 4 ]  |
| 2002年（平成14年） | 5,728              | 2,891            | [ * 5 ]  |
| 2003年（平成15年） | 5,958              | 2,986            | [ * 6 ]  |
| 2004年（平成16年） | 6,039              | 3,035            | [ * 7 ]  |
| 2005年（平成17年） | 5,969              | 3,008            | [ * 8 ]  |
| 2006年（平成18年） | 6,071              | 3,058            | [ * 9 ]  |
| 2007年（平成19年） | 6,177              | 3,103            | [ * 10 ] |
| 2008年（平成20年） | 6,409              | 3,221            | [ * 11 ] |
| 2009年（平成21年） | 6,441              | 3,243            | [ * 12 ] |
| 2010年（平成22年） | 6,463              | 3,252            | [ * 13 ] |
| 2011年（平成23年） | 6,480              | 3,253            | [ * 14 ] |
| 2012年（平成24年） | 6,420              | 3,231            | [ * 15 ] |
| 2013年（平成25年） | 6,709              | 3,373            | [ * 16 ] |
| 2014年（平成26年） | 6,587              | 3,315            | [ * 17 ] |
| 2015年（平成27年） | 6,835              | 3,434            | [ * 18 ] |
| 2016年（平成28年） | 6,797              |                  |          |

## 車站周邊
周邊以住宅區為主。鄰近本線的京急大津站，沒有巴士停靠。
- 神奈川県立橫須賀大津高等學校（日语：神奈川県立横須賀大津高等学校）
- 橫須賀市立大津中學校（日语：横須賀市立大津中学校）
- 橫須賀市立大津小學校（日语：横須賀市立大津小学校）
- 橫須賀市立根岸小學校（日语：横須賀市立根岸小学校）
- 新大津站前郵便局
- 大津公園（日语：大津公園）
- 大津諏訪神社
- 國道134號

## 相鄰車站
京濱急行電鐵
 久里濱線
□早晨翼號
通過
□京急翼號（堀之內站以南為各站停車）
堀之內（KK61）→新大津（KK65）→北久里濱（KK66）
■快特、■特急（金澤文庫站以北為快特）、■特急（堀之內站以南為各站停車）、■普通
堀之內（KK61）－新大津（KK65）－北久里濱（KK66）

## 外部連結
- 新大津站（各站資訊） - 京濱急行電鐵